# Bruno Amable
Bruno Amable, né le 15 décembre 1961 en France, est un économiste français  qui s'est principalement consacré à l'étude du néolibéralisme, et notamment de ses relations avec l'innovation, et à l'analyse des diverses formes du capitalisme dans les pays développés donnant lieu à une théorie des « cinq capitalismes ».

## Biographie
Né le 15 décembre 1961, il est diplômé de l’École des hautes études commerciales de Paris (HEC) en 1984. De 1984 à 1986, il est assistant de recherche à l’Institut international pour l’analyse systémique appliquée à Laxenburg, en Autriche. Il obtient un DEA d’analyse et politique économiques en 1987 à l’École des hautes études en sciences sociales (EHESS). De 1989 à 1991, il est chercheur à l’Institut de recherches économiques et sociales (IRES). Il obtient un doctorat en économie en 1991 à l’EHESS. De 1991 à 1998, il est chercheur à l’Institut national de la recherche agronomique (INRA). Agrégé du supérieur depuis 1998, il est professeur d’économie à l’université Lille-II de 1998 à 2001, puis à l’ université Paris-X-Nanterre de 2001 à 2006, puis professeur à l'Université Paris Panthéon Sorbonne et à l'École d'économie de Paris (EEP). Il est également membre honoraire de l'Institut universitaire de France (promotion 2010). Depuis août 2016, il est professeur ordinaire à l'Université de Genève (Suisse).
Il remporte en 2000 le prix du meilleur jeune économiste de France.

## Travaux
Dans un premier ouvrage, Bruno Amable, Rémi Barré et Robert Boyer (1997) s’opposent à l’idée selon laquelle seule la régulation marchande anglo-saxonne telle qu’elle est mise en œuvre aux États-Unis serait capable de favoriser l’innovation et de développement économique. Reprenant les apports de l’école de la régulation, de la théorie de la croissance endogène et des analyses des « systèmes nationaux d’innovation », ils tentent de définir quelle organisation permettra à l’Europe « d’impulser une innovation productrice de secteurs en forte croissance ».
Dans son ouvrage Les cinq capitalismes, publié en anglais en 2003 puis en français en 2005, Bruno Amable soutient que les grandes économies capitalistes développées ne convergent pas nécessairement vers le modèle néo-libéral anglo-saxon. Il distingue cinq modèles de capitalisme qui diffèrent par leurs institutions économiques et sociales : système financier, protection sociale, relations professionnelles, système éducatif, marché du travail : 
- le modèle néolibéral (États-Unis, Australie, Canada, Royaume-Uni) ;
- le modèle continental européen (France, Allemagne, Pays-Bas, Belgique, Autriche, Norvège) ;
- le modèle social-démocrate (Danemark, Finlande, Suède) ;
- le modèle « méditerranéen » (Espagne, Grèce, Italie, Portugal) ;
- le modèle asiatique (Japon, Corée du Sud).

Cette typologie fait partie de celles prises en considération dans la littérature internationale,,.
Selon lui, les tentatives d’imposer le modèle néo-libéral anglo-saxon en Europe feront face à une opposition croissante et un autre modèle est à la fois possible et probable,.
En 2012, il publie avec Elvire Guillaud et Stefano Palombarini, un ouvrage selon lequel un « noyau dur » néolibéral, minoritaire tenterait d’imposer des mesures économiques d'inspiration néolibérale prétendument « indispensables » en France comme en Italie. Dans ce but, ce « noyau dur » tente de s’allier à des groupes plus larges : en France, Nicolas Sarkozy essaie de se concilier les salariés du secteur privé ; en Italie, Silvio Berlusconi, cajole les classes précaires et assistées[réf. nécessaire]. 
Dans un livre publié en 2015, il explique avec Ivan Ledezma pourquoi il doute que la libéralisation conduise à la promotion de l’innovation, à l’augmentation de la productivité et, in fine, à la prospérité[réf. nécessaire].

## Prise de positions
Bruno Amable affiche son soutien à Jean-Luc Mélenchon, lors de la campagne pour l'élection présidentielle française de 2017,.

## Ouvrages
- co-écrit avec Rémi Barré et Robert Boyer, Les Systèmes d'innovation à l'ère de la globalisation, Paris, Economica, 1997, 401 p. (ISBN 978-2-7178-3332-4)
- Les Cinq Capitalismes. Diversité des systèmes économiques et sociaux dans la mondialisation, Le Seuil, coll. « Économie humaine », 2005, 374 p.Version française de The Diversity of Modern Capitalism, Oxford University Press, 2003.
- co-écrit avec Stefano Palombarini, L'Économie politique n'est pas une science morale, Paris, Liber, coll. « Cours et travaux », 2005, 285 p. (ISBN 978-2-912107-22-0)
- co-écrit avec Elvire Guillaud et Stefano Palombarini, L'Économie politique du néolibéralisme. Le cas de la France et de l'Italie, Paris, Rue d'Ulm, coll. « Cepremap », 2012, 164 p. (ISBN 978-2-7288-0475-7, lire en ligne)
- co-écrit avec Ivan Ledezma, Libéralisation, innovation et croissance. Faut‐il vraiment les associer ?, Paris, Rue d'Ulm, coll. « Cepremap », 2015, 117 p. (ISBN 978-2-7288-0529-7, lire en ligne)
- co-écrit avec Stefano Palombarini, L'illusion du bloc bourgeois : alliances sociales et avenir du modèle français, Paris, Raisons d'agir, 2017, 176 p. (ISBN 978-2-912107-90-9, présentation en ligne)
- co-écrit avec Stefano Palombarini, Blocs sociaux, conflits et domination : Pour une économie politique néoréaliste, Paris, Raisons d'agir, 2024, 224 p. (ISBN 979-1097084417, présentation en ligne)